# Oxinoxis
Oxinoxis es un género de foraminífero bentónico de la familia Oxinoxisidae, de la superfamilia Hormosinelloidea, del suborden Hormosinina y del orden Lituolida. Su especie-tipo es Oxinoxis botrys. Su rango cronoestratigráfico abarca desde el Fameniense (Devónico superior) hasta el Kinderhookiense (Carbonífero inferior).

## Discusión
Clasificaciones previas incluían Oxinoxis en la superfamilia Lituoloidea, así como en el suborden Textulariina del orden Textulariida o en el orden Lituolida.

## Clasificación
Oxinoxis incluye a las siguientes especies:
- Oxinoxis botrys †
- Oxinoxis swallowi †